# Musée de l'Armée
Musée de L'Armée je muzej v Les Invalides (Pariz, Francija).
Prvotno je bila zgradba zgrajena kot bolnišnica in dom za invalidne vojake, ki je bila zgrajena na ukaz francoskega kralja Ludvika XIV. Francoskega. Danes se v zgradbi nahaja Napoleonova grobnica in muzej Francoske kopenske vojske, ki zajema 500.000 materialne zgodovinske vire iz antike do 20. stoletja na površini 12.000 m².
Muzej je odprt vsak dan, razen 1. januarja, 1. maja, 1. novembra in na božič.